# Азербайджан на «Евровидении-2010»
Заявки на участие в Евровидении 2010 стали приниматься в Азербайджане вскоре после окончания Евровидения 2009. Заявки принимались в отдельности от исполнителей и композиторов. От первых требовалось отправлять записи исполнения ими песен (по одной в медленном и быстром темпе), с которыми они желали бы выступить в отборочном туре. Кандидаты проверялись на умение танцевать, выступать и на владение иностранным языком. Заявки принимались как из Азербайджана, так и из-за рубежа. Песни могли быть исполнены на любом языке.
На Евровидение 2010 Сафуре самое большое (12) баллов дали  Турция, Украина, Мальта и  Болгария.
Из примерно 30 кандидатов, в январе 2010 года было выявлено шесть полуфиналистов:
- Азад Шабанов, участник конкурса «Yeni Ulduz-7»
- Группа «Milk & Kisses», две бывшие участницы рок-группы «Unformal», прошедшей в финал национального отбора в 2008 году
- Марьям Аранович, участница конкурса «Бакинская осень 2003»
- Сафура Ализаде, победительница конкурса «Yeni Ulduz-8»
- Элли Мишиева, бывшая солистка немецкой поп-группы «Bisou»
- Ульвия Рагимова, джазовая певица, бывшая участница ансамбля «Bəri bax»

По итогам финала отборочного тура, прошедшего 2 марта и куда вышли группа «Milk & Kisses», Сафура Ализаде и Марьям Аранович, право представлять Азербайджан на Евровидении получила Сафура Ализаде.
На конкурсе Сафура, набрав 145 очков, заняла 5 место.

## Голосования

### Финал
В финале за Азербайджан проголосовало 22 страны, 16 стран не отдали Азербайджану ни одного голоса. Максимальное количество баллов (12) Азербайджану дали  Турция,  Болгария,  Мальта и  Украина. 
| Голоса за Азербайджан | Голоса за Азербайджан                                      |
| --------------------- | ---------------------------------------------------------- |
| Оценка                | Страны                                                     |
| 12                    | Турция, Болгария, Мальта, Украина                          |
| 10                    | Кипр                                                       |
| 8                     | Грузия, Россия, Польша,                                    |
| 7                     | Испания, Норвегия, Молдавия, Босния и Герцеговина, Израиль |
| 6                     | Беларусь                                                   |
| 5                     | Бельгия                                                    |
| 4                     | Исландия                                                   |
| 3                     | Ирландия, Македония                                        |
| 2                     | Дания, Латвия, Швейцария                                   |
| 1                     | Греция                                                     |

| Голоса телезрителей Азербайджана | Голоса телезрителей Азербайджана |
| -------------------------------- | -------------------------------- |
| Оценка                           | Страна                           |
| 12                               | Турция                           |
| 10                               | Украина                          |
| 8                                | Грузия                           |
| 7                                | Румыния                          |
| 6                                | Молдавия                         |
| 5                                | Израиль                          |
| 4                                | Дания                            |
| 3                                | Россия                           |
| 2                                | Великобритания                   |
| 1                                | Германия                         |